# Rockstar 101
Rockstar 101 è il quarto singolo estratto da Rated R, destinato al solo mercato statunitense. La canzone, prodotta da Swizz Beatz, vanta una breve collaborazione strumentale di Slash, chitarrista dei Guns N' Roses. Per il mercato europeo la scelta è ricaduta sul singolo Te amo.
Con questo singolo, Rihanna vuole probabilmente trasmettere ciò che davvero è il suo album, più cupo rispetto al precedente Good Girl Gone Bad. Rihanna ha riproposto il brano nella scaletta del Last Girl on Earth Tour e del Diamonds World Tour.

## Pubblicazione
Negli Stati Uniti, il singolo è stato lanciato per le radio mainstream e rhythmic il 18 maggio 2010, e in Australia il 19 luglio 2010 per le radio mainstream. Rockstar 101 è stato rivisitato in remix da alcuni artisti.

## Critica
Il brano non ha suscitato solo consensi da parte dei critici musicali, ma Leah Greenblatt da Entertainment Weekly ha definito "aggressiva" la fugacissima schitarrata di Slash al min 2:37 del singolo. Ann Powers del Los Angeles Times ha detto che "Rihanna dà sfogo alla propria ostinata voce, colonizzando il suo registro più basso con una furiosa spacconeria. 'L'unica cosa che mi manca è una chitarra nera' sbotta la cantante nella Rockstar 101 prodotta da Dream e Stewart e il suo forte adeguamento fa capire che può decisamente fare a meno di quel fondamentale simbolo fallico. La presenza di Slash, che ne suona una, sembra un ripensamento dell'ultimo momento". Emily Tartanello l'ha definito "una brillante illusione di superiorità". Jon Pareles del The New York Times ha fatto ricadere la propria attenzione sulla frase "I never play the victim," definita un'allusione alla violenza toccata a Rihanna per mano del ex compagno Chris Brown. Bill Lamb da About.com ha confidato il proprio dissenso per la scelta di Rockstar 101 come singolo, affermando che "è una delle canzoni più scadenti in Rated R", e dicendo che "è destinata a stroncare le tre top 10 di fila del disco".

## Successo commerciale
Dopo mesi dalla pubblicazione, il singolo non riesce ancora ad entrare in Hot 100. Nell'agosto 2010, poi, grazie alla scelta della canzone come sottofondo per gli MTV Video Music Awards, il singolo entra nella classifica statunitense alla posizione #99, per poi raggiungere la #64.

In Australia il singolo ha debuttato alla posizione #50 nella settimana del 22 agosto 2010, per poi raggiungere la #24 due settimane dopo.

## Video
Il video musicale è stato filmato nel mese di aprile 2010 e diretto da Melina Matsoukas che per Rihanna aveva già diretto i video di Hard e Rude Boy. Un filmato esclusivo lungo 30 secondi fu immesso in rete il 19 maggio 2010, e insieme un backstage del video. Il video intero fu presentato in anteprima su VEVO il 25 maggio 2010. Secondo Jayson Rodriguez di MTV News, il video è "una miscela di barbaro voyeurismo di scene di schiavitù, completo con movimenti roteanti di Rihanna e una furiosa band che include Travis Barker ai tamburi".
Subito dopo che il video è stato pubblicato, Slash ha annunciato di sentirsi "lusingato" che Rihanna avesse scelto di impersonarlo nel video, dichiarando "il video è molto più bello con lei che mi imita, piuttosto che con me... considerando tutto questo, introduce un elemento di sensualità di cui io probabilmente non sarei mai stato capace".

## Classifiche
| Classifica (2010)   | Posizione massima |
| ------------------- | ----------------- |
| Australia           | 24                |
| Stati Uniti         | 64                |
| Stati Uniti (Dance) | 2                 |